# Ostrów Wielkopolski (comune rurale)
Ostrów Wielkopolski è un comune rurale polacco del distretto di Ostrów Wielkopolski, nel voivodato della Grande Polonia.
Ricopre una superficie di 207 km² e nel 2008 contava 75 000 abitanti.
Il capoluogo è Ostrów Wielkopolski, che non fa parte del territorio ma costituisce un comune a sé.